# Ibrahim Hassan
Ibrahim Hassan Hussein - em árabe, إبراهيم حسن حسين‎‎ (Cairo, 10 de agosto de 1966) é um ex-futebolista egípcio, que atuava como defensor.

## Carreira
Por clubes, teve passagem destacada por Al-Ahly e Zamalek, os maiores rivais do futebol egípcio. Passou rapidamente pelo futebol europeu, tendo atuado por PAOK (Grécia) e Neuchâtel Xamax (Suíça). Ainda teve uma rápida passagem pelo Al-Ain dos Emirados Árabes Unidos. 

## Seleção
Ele competiu na Copa do Mundo FIFA de 1990, sediada na Itália, na qual a seleção de seu país terminou na 20º colocação dentre os 24 participantes.
Hassan integrou a Seleção Sul-Africana de Futebol na Copa das Confederações de 1999, no México.

## Vida familiar
Ibrahim, que é irmão gêmeo do atacante Hossam Hassan, encerrou sua carreira em 2006, no El-Masry.